# Re di Roma (metropolitana di Roma)
Re di Roma è una stazione della linea A della metropolitana di Roma.

## Storia
La stazione fu costruita come parte della prima tratta, da Anagnina a Ottaviano, della linea A della metropolitana di Roma, entrata in servizio il 16 febbraio 1980.
In occasione di grandi manifestazioni che si svolgono preso la basilica di San Giovanni in Laterano, la stazione è usata come alternativa a quella di San Giovanni, che viene chiusa.

## Struttura e impianti
La stazione è sotterranea e possiede due binari, che in tale tratto corrono in due distinte gallerie, serviti da due banchine centrali realizzate a foro cieco in profondità. Il piano binari, scavato a foro cieco, è collegato al mezzanino superficiale, scavato a cielo aperto, attraverso rampe di scale e scale mobili.
L'atrio della stazione ospita alcuni mosaici del premio Artemetro Roma creati da François Morellet e Carla Accardi.

## Interscambi
- Fermata autobus ATAC

## Servizi
La stazione dispone di:
- Biglietteria automatica